# Bill Bowerman
Pour les articles homonymes, voir Bowerman.
William J. « Bill » Bowerman (né le 19 février 1911 à Fossil, Oregon - mort le 25 décembre 1999) est un entraîneur sportif et homme d'affaires américain.

## Biographie
Bill Bowerman a été, entre autres, l'entraîneur de Steve Prefontaine durant son passage à l'Université de l'Oregon de 1970 à 1975. Il est aussi le cofondateur de la célèbre marque de vêtements et chaussures de sport Nike.